# Jan Flinik

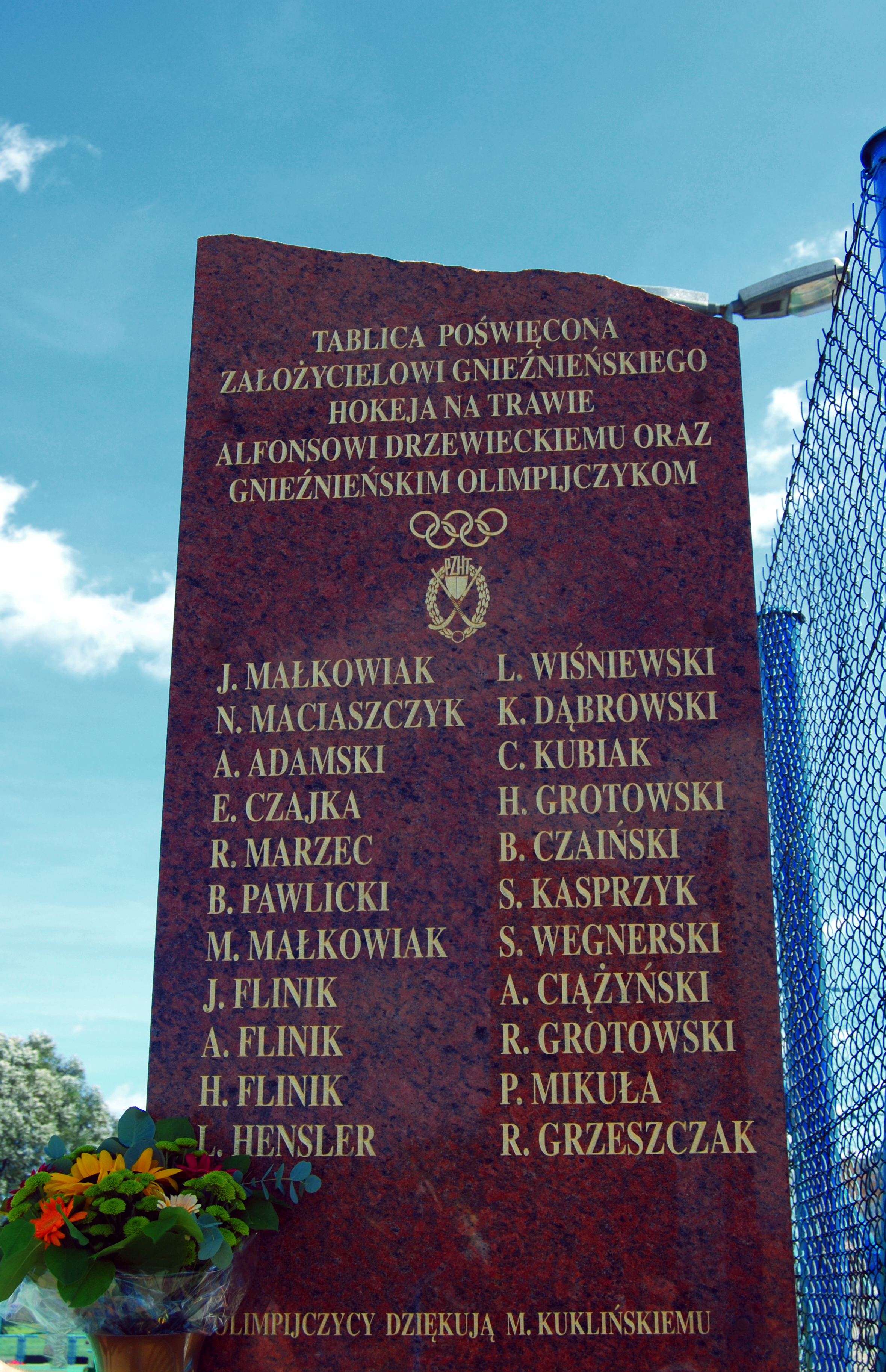
Tablica poświęcona Gnieźnieńskim olimpijczykom,wśród nich Jan Flinik.

Jan Flinik (ur. 9 października 1932 w Gnieźnie, zm. 27 kwietnia 2017 tamże) – polski hokeista na trawie, olimpijczyk.
Najmłodszy syn Władysława i Agnieszki z Borowskich, uprawiał hokej na trawie wzorem starszych braci – Alfonsa i Henryka. W 1951 r. ukończył Średnią Szkołę Zawodową w Gnieźnie, uzyskując zawód ślusarza. Karierę zawodniczą związał przede wszystkim ze Stellą Gniezno (występującą również pod nazwami Spójnia i Sparta). 12 razy zostawał mistrzem Polski – 11-krotnie z drużyną z Gniezna i 1 raz w czasie odbywania służby wojskowej z OWKS Wrocław (1954).
W latach 1949–1960 wystąpił w 40 oficjalnych spotkaniach międzypaństwowych reprezentacji narodowej, strzelając 24 bramki i będąc najskuteczniejszym z trójki braci-reprezentantów. Zaliczył dwa starty olimpijskie – w Helsinkach (1952, 6. miejsce) i Rzymie (1960, 12. miejsce). Otrzymał tytuł Zasłużonego Mistrza Sportu oraz srebrny i brązowy Medalem za Wybitne Osiągnięcia Sportowe. Żonaty (żona Barbara z domu Krzyżaniak), miał dwie córki (Wiesławę i Beatę).